# 高德站
高德站（：／ Godeok yeok */?）是首都圈電鐵5號線沿線的一座地下車站，位於韓國首爾特別市江東區高德洞，韓語副站名為「江東慶熙大醫院」（강동경희대병원）。待首爾地鐵9號線延伸線完工後，將於本站與5號線交會轉乘。

## 車站結構
站體為2面2線側式月台的地下車站，候車月台設有月台幕門，並有5處出口。

### 月台配置
| 明逸 ↑   |
| \| 上    |
| ↓ 上一洞 |

| 月台 | 路線             | 目的地                           |
| ---- | ---------------- | -------------------------------- |
| 上行 | ●首都圈電鐵5號線 | 千戶、杏堂、木洞、傍花方向       |
| 下行 | ●首都圈電鐵5號線 | 上一洞、河南豐山、河南黔丹山方向 |

## 歷史
- 1995年11月15日：落成啟用。

## 車站周邊
- 江東高校
- 廣文高校
- 培材高校
- 培材中學
- 首爾妙谷初等學校
- 江東慶熙大學附設醫院
- 江東區城市管理公團溫祚大王文化體育館
- 高德平生學習館
- 首爾身心障礙者綜合福祉館
- E-mart明逸店
- 漢榮中學
- 漢榮高校
- 漢榮外語高校
- 韓國口話學校（朝鲜语：한국구화학교）

## 圖片

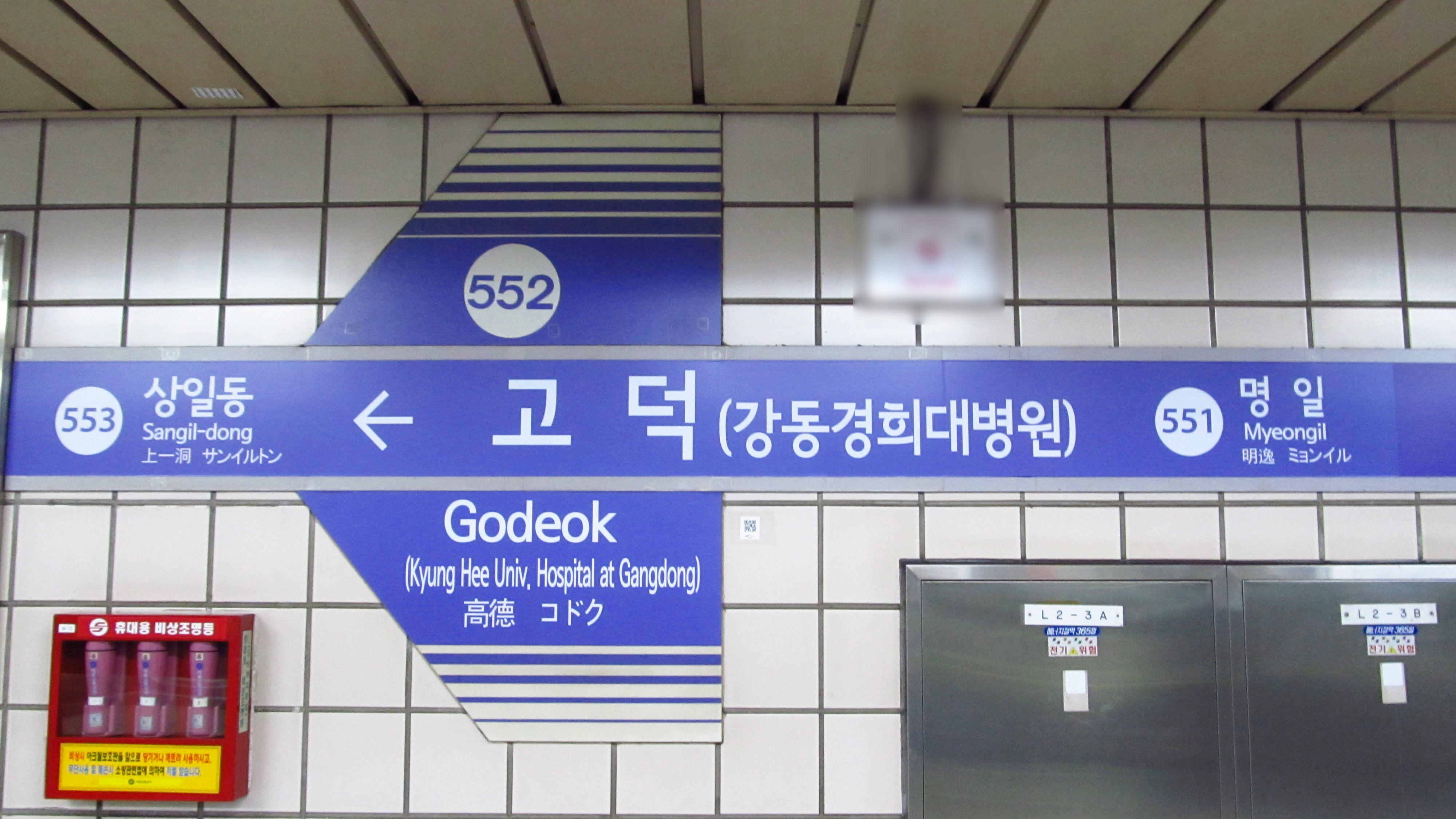
站名牌
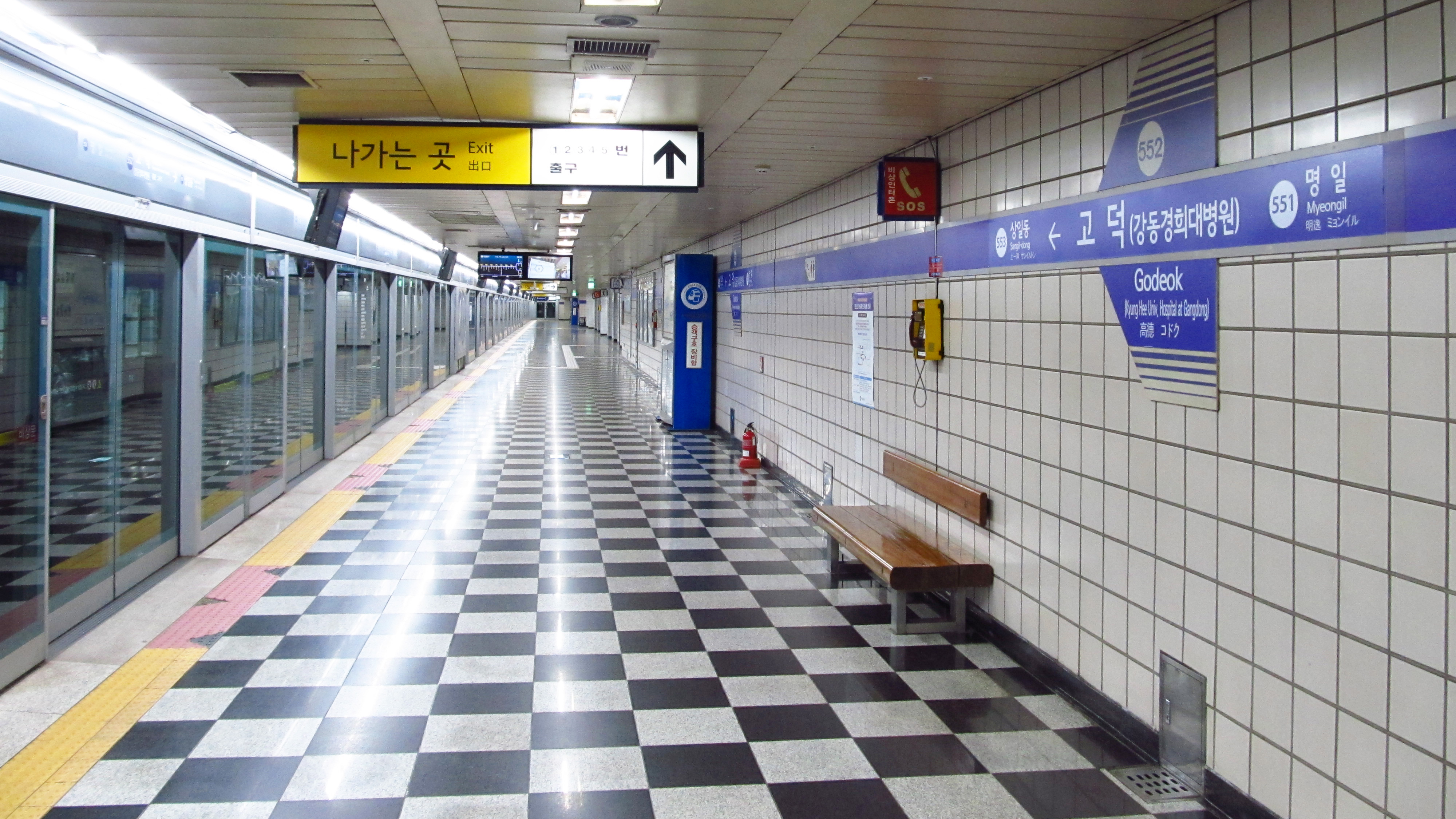
候車月台
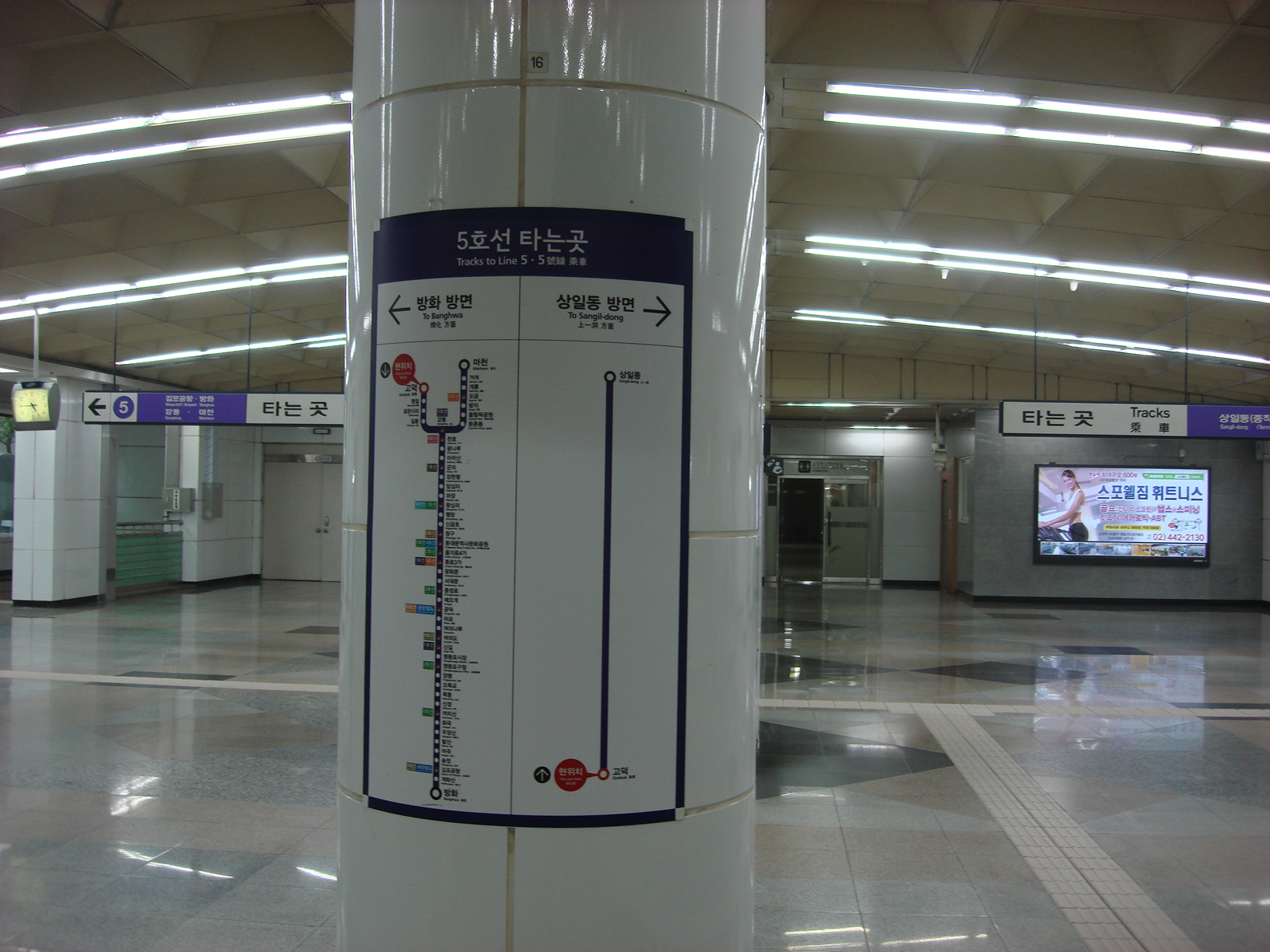
車站大廳與告示
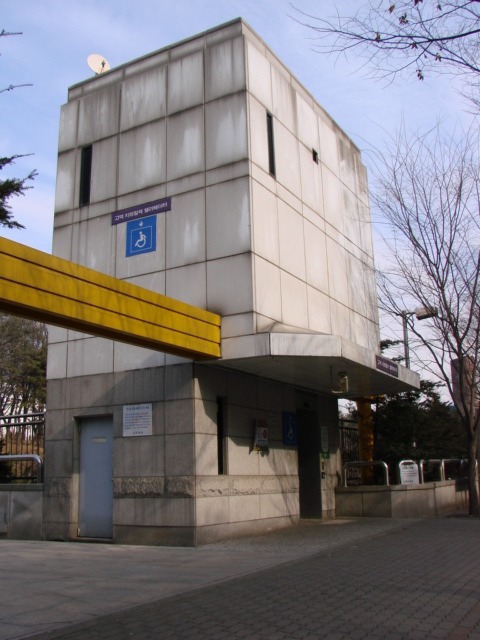
2號出口無障礙電梯
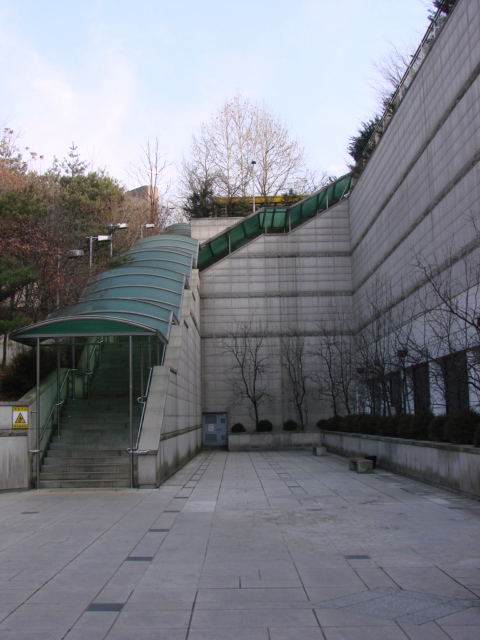
3號出口

## 相鄰車站
首爾交通公社
●首都圈電鐵5號線
明逸（551）－高德（552）－上一洞（553）